# Neatostema apulum
Viborezno (Neatostema apulum) es una planta perteneciente a la familia Boraginaceae.

## Descripción
Herbácea, muy foliosa , ramificada en la base o no, con muchos pelos, muy baja , de unos 15 cm de altura. Flores amarillas en inflorescencia terminal, formando un globo de hojas o brácteas que sobrepasan las flores, luego se alarga en la maduración. Corola de unos 3 mm de diámetro con 5 lóbulos redondeados unidos en un tubo velloso. Los frutos pardos con tuberculillos. Muchas hojas tapando el tallo, linear lanceoladas u oblongas, de unos 2 cm de longitud y 3 mm de anchura, sentadas, con un nervio central saliente, cubiertas de pelos largos, de color verde fresco. También hay hojas basales que se van secando. El tallo endeble, con pelillos y de color verde claro. Una sola raíz dura y profunda.

## Distribución y hábitat
Distribuida por  Macaronesia, NW África, S Europa, SW Asia. Prácticamente por toda la península ibérica, excepto el extremo NO Esp. Indiferente edáfica. Viaria, arvense. 0-1600 m. Vive en colinas y desniveles pedregosos, secos y soleados, bordes, barreras y parcelas abandonadas. Florece en primavera y fructifica en verano

## Taxonomía
Citología
2n = 28, n = 14.
Sinonimia
- Myosotis apula L. Sp. Pl. 131 (1753) [basión.]
- Lithospermum apulum (L.) Vahl. Symb. Bot. 2: 33 (1791)
- Rhytispermum apulum (L.) Reichenb., Icon. Fl. Germ. 18: 67, tab. 1313, figs. 8-14 (1858)
- Lithospermum strigosum Bieb., Fl. Taur.-Cauc. 3: 121 (1818)
- Lithospermum luteum Cand., Bull. Soc. Bot. Fr. 44: 151 (1897).[2]

## Nombre común
Castellano: asperón, chupamiel dorado, viborezna/o.